# Ensenada (Argentyna)
Ensenada – argentyńskie miasto leżące w prowincji Buenos Aires, blisko miasta La Plata. W roku 2001 miasto liczyło 51 448 mieszkańców.
Ensenada jest miastem portowym, zajmującym się głównie przeładunkiem takich towarów jak zboże i wołowina.
Miasto jest siedzibą klubu piłkarskiego Defensores de Cambaceres.